# Esperanza Madero
Esperanza Madero är en ort i Mexiko.   Den ligger i kommunen Acatlán de Pérez Figueroa och delstaten Oaxaca, i den sydöstra delen av landet, 290 km öster om huvudstaden Mexico City. Esperanza Madero ligger 75 meter över havet och antalet invånare är 124.
Terrängen runt Esperanza Madero är platt åt sydväst, men åt nordost är den kuperad. Runt Esperanza Madero är det ganska tätbefolkat, med 179 invånare per kvadratkilometer. Närmaste större samhälle är Acatlán de Pérez Figueroa, 19,0 km norr om Esperanza Madero. Trakten runt Esperanza Madero består huvudsakligen av våtmarker.